# Costante gravitazionale planetaria
In astrodinamica, la costante gravitazionale planetaria o parametro gravitazionale standard ({\displaystyle \mu }) di un corpo celeste è il prodotto della costante gravitazionale {\displaystyle G} per la massa {\displaystyle M} del corpo centrale:
{\displaystyle \mu =GM}
L'unità di misura nel Sistema internazionale di unità di misura (SI) è espressa in m3 s−2; tuttavia la rappresentazione in km³/s² è frequentemente utilizzata nella letteratura scientifica e nella navigazione spaziale.

## Corpo trascurabile che orbita attorno ad un altro corpo
Se si considera un sistema a due soli corpi dove il corpo centrale abbia una massa molto maggiore del corpo orbitante, come nel caso di un satellite artificiale che orbita attorno alla Terra, si possono effettuare alcune ipotesi semplificative, le ipotesi standard in astrodinamica. In formule
{\displaystyle m\ll M}
dove:
- {\displaystyle m} è la massa del corpo orbitante,
- {\displaystyle M} è la massa del corpo centrale,

Data questa approssimazione, la costante gravitazionale planetaria del sistema a due corpi risulta essere uguale a quella del corpo centrale. La costante gravitazionale, G, è difficile da misurare con accuratezza, mentre le orbite, almeno all'interno del sistema solare, possono essere misurate con precisione e permettono quindi di determinare μ con analoga precisione.

### Orbite circolari
Nelle orbite circolari attorno ad un corpo centrale vale:
{\displaystyle \mu =rv^{2}=r^{3}\omega ^{2}={\frac {4\pi ^{2}r^{3}}{T^{2}}}}
dove:
- {\displaystyle r} è il raggio dell'orbita,
- {\displaystyle v} è la velocità orbitale,
- {\displaystyle \omega } è la velocità angolare,
- {\displaystyle T} è il periodo orbitale.

### Orbite ellittiche
L'ultima uguaglianza ha una semplice generalizzazione per le orbite ellittiche: 
{\displaystyle \mu ={\frac {4\pi ^{2}a^{3}}{T^{2}}}}
dove:
- {\displaystyle a} è il semiasse maggiore.

### Traiettorie paraboliche e iperboliche
Per le traiettorie paraboliche {\textstyle rv^{2}} è costante e vale {\displaystyle 2\mu }.
Nelle orbite ellittiche e iperboliche {\displaystyle \mu } vale due volte il semiasse maggiore moltiplicato per il valore assoluto dell'energia orbitale specifica.

## Due corpi che ruotano l'uno intorno all'altro
Nel caso più generale dove i corpi sono dello stesso ordine di grandezza, si definisce:
- il vettore r come posizione di un corpo rispetto all'altro
- r, v e nel caso di un'orbita ellittica, il semiasse maggiore a, sono definiti di conseguenza (quindi r rappresenta la distanza)
- {\displaystyle \mu ={G}(m_{1}+m_{2})}  (la somma delle due μ)

dove:
- {\displaystyle m_{1}} e {\displaystyle m_{2}} sono le masse dei due corpi.

Quindi:
- per le orbite circolari: {\displaystyle \mu =rv^{2}=r^{3}\omega ^{2}={\frac {4\pi ^{2}r^{3}}{T^{2}}}}
- per le orbite ellittiche: {\displaystyle \mu ={\frac {4\pi ^{2}a^{3}}{T^{2}}}}
- per le traiettorie paraboliche: {\displaystyle 2\mu =rv^{2}}, che è costante.
- per le orbite ellittiche e iperboliche {\displaystyle \mu } vale due volte il semiasse maggiore moltiplicato per il valore assoluto dell'energia orbitale specifica, dove quest'ultima è l'energia totale del sistema divisa la massa residua.

## In un pendolo
Il parametro gravitazionale standard può essere determinato anche utilizzando un pendolo che oscilla al di sopra della superficie di un corpo:
{\displaystyle \mu \approx {\frac {4\pi ^{2}r^{2}L}{T^{2}}}}
dove r è il raggio del corpo che gravita, L è la lunghezza del pendolo e T è il periodo del pendolo.

## Nel sistema solare

### Costante gravitazionale della Terra
La costante gravitazionale planetaria terrestre è chiamata costante gravitazionale geocentrica e vale 398600,4418±0,0008 km³/s−2. Quindi il margine di precisione è 1 su 500000000, molto maggiore di quello che si ha nel calcolo della G e della M prese separatamente (che vale 1 su 7000 ciascuna).
Il valore di questa costante divenne importante negli anni 1950 con l'inizio dei voli spaziali; negli anni 1960 fu dedicato un proficuo impegno per misurala con la maggiore accuratezza allora possibile. Nel 1969 nell'Unione Sovietica vennero pubblicate misurazioni di grande precisione con accuratezza dell'ordine di 10−6.
Tra il 1970 e gli anni 1980, il crescente numero di satelliti artificiali in orbita attorno alla Terra facilitò misurazioni ancora più precise e l'incertezza diminuì di tre ordini di grandezza a circa 2×10−9 (1 su 500 milioni) nel 1992. Le misurazioni impiegavano la misura della distanza tra i satelliti e la Terra ottenuta con il radar o usando il laser.

### Costante gravitazionale del Sole
La costante gravitazionale planetaria del Sole è chiamata costante gravitazionale eliocentrica e vale:
(1,32712440042±0,0000000001)×1020 m3 s−2.
L'incertezza relativa viene considerata inferiore a 10−10, inferiore a quella terrestre perché la massa solare è stata misurata con sonde interplanetarie e rapportata a distanze molto maggiori.